# Christopher Bean
Christopher Bean is een Amerikaanse filmkomedie uit 1933 onder regie van Sam Wood.

## Verhaal
De familie Haggett is in het bezit van enkele schilderijen van de onbekende kunstenaar Christopher Bean. Dokter Milton Haggett krijgt een telegram van de New Yorkse kunstcriticus Maxwell Davenport, die langskomt om het werk van zijn lievelingsschilder Bean te beoordelen. Er zijn echter ook twee kapers op de kust.

## Rolverdeling
| Acteur           | Personage          |
| ---------------- | ------------------ |
| Marie Dressler   | Abby               |
| Lionel Barrymore | Dr. Milton Haggett |
| Helen Mack       | Susan Haggett      |
| Beulah Bondi     | Hannah Haggett     |
| Russell Hardie   | Warren Creamer     |
| Jean Hersholt    | Rosen              |
| H.B. Warner      | Maxwell Davenport  |
| Helen Shipman    | Ada Haggett        |
| George Coulouris | Tallent            |
| Ellen Lowe       | Meid               |